# Philippe Tamborini
Philippe Tamborini, né le 23 mai 1958, est un pianiste et pédagogue français.

## Biographie
Philippe Tamborini commence l'étude du piano à l'âge de sept ans. Il étudie à la Schola Cantorum avec Nadia Tagrine et entre au Conservatoire national supérieur de musique de Paris à l'unanimité en 1976.
En 1981, il remporte ses premiers prix de piano et de musique de chambre dans les classes de Jacques Rouvier et Geneviève Joy, ainsi que le certificat d'accompagnement dans la classe d'Anne Grapotte. À la sortie du Cnsm, il se perfectionne auprès de maîtres russes comme Evgueni Malinin, Lev Naoumov et Héléna Varvarova.
Remarqué lors de son passage en demi-finale des Master de piano de Monte-Carlo en 1995, il passera à l’émission d’Alain Duault sur France 3.
Il se produit régulièrement en concert en France (Théâtre du Châtelet, Auditorium Saint-Germain, salle Debussy-Pleyel, Musicora, la Cité des Sciences, l’espace Carpeaux de Courbevoie, l’espace Croix-Baragnon de Toulouse...) et à l’étranger (Friebourg, Genêve, Rome, Barcelone, Dublin...) en soliste et en musique de chambre.
Il enseigne au Conservatoire national supérieur de musique et de danse de Paris depuis 1993 le piano complémentaire.